# João Fernando Santiago Esberard

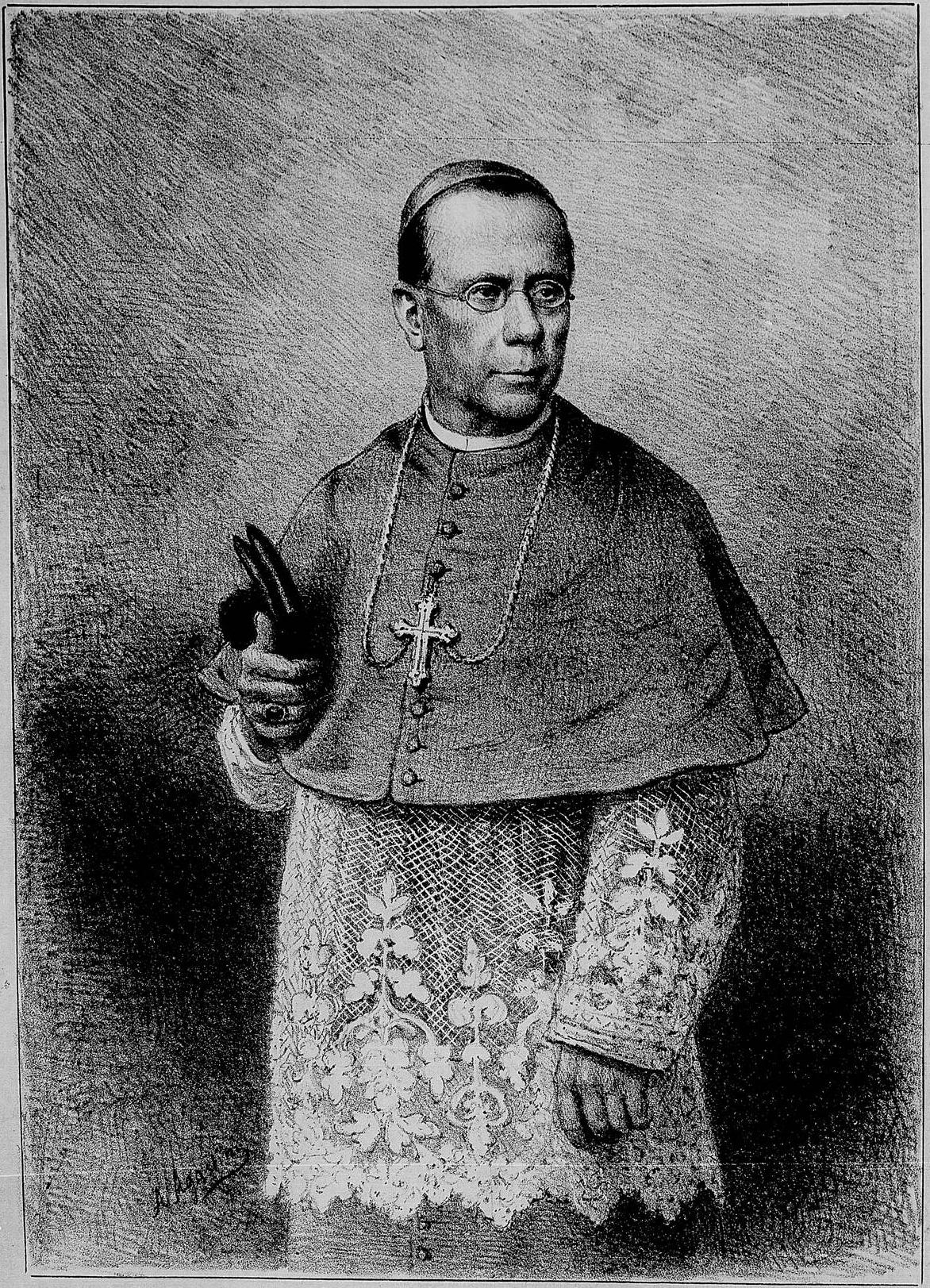
João Fernando Santiago Esberard (1895).

João Fernando Santiago Esberard (* 10. Oktober 1843 in Barcelona; † 22. Januar 1897 in Rio de Janeiro) war Erzbischof von São Sebastião do Rio de Janeiro.

## Leben
João Esberard, Sohn eines belgischen Vaters und einer spanischen Mutter, studierte ab 1864 am Priesterseminar São José in Rio de Janeiro, wohin seine Familie kurz nach seiner Geburt ausgewandert war. Am 24. August 1869 empfing er die Priesterweihe und war ab 1870 Lehrer am Priesterseminar von Rio.
Papst Leo XIII. ernannte ihn am 26. Juni 1890 zum Titularbischof von Geras und zum Koadjutorbischof von Olinda. Die Bischofsweihe spendete ihm am 28. September desselben Jahres Pedro Maria de Lacerda, Bischof von Rio de Janeiro. Am 12. Mai 1891 wurde Esberard als Nachfolger des gleichzeitig zum Bischof von Rio de Janeiro ernannten José Pereira da Silva Barros neuer Bischof von Olinda. Am 12. September 1893 ernannte ihn Papst Leo XIII. zum Erzbischof des im Vorjahr zum Erzbistum erhobenen Erzbistums Rio de Janeiro.
João Esberard starb im Januar 1897 an Arteriosklerose und wurde in der Kapelle des Bischofspalastes von Rio beigesetzt.